# 1823 год в театре
1823 год в театре

## Деятели театра
- Балерина Фелицата Гюллень вместе с мужем, композитором Фернандо Сором и родственником, танцовщиком Жозефом Ришаром, по приглашению директора московских театров Фёдора Кокошкина приезжают работать в Москву.

### Родились
- 31 марта (12 апреля), Москва  — драматург, реформатор русского драматического театра Александр Островский.

### Скончались
- 5 августа — французский драматург Де Бонуар[1].